# Abbaye de Frienisberg
L'abbaye cistercienne de Frienisberg (Aurora) est une abbaye fondée en 1131 dans la commune de Seedorf (Berne), aujourd’hui située dans l’arrondissement administratif du Seeland du Canton de Berne en Suisse.

## Histoire
Fondée en 1131, et peuplée par des moines de l’Abbaye de Lucelle en Alsace, l’abbaye faisait partie de la filiation de l’Abbaye de Morimond.
En 1318, Heinrich FÜRY, abandonne  un bien foncier au profit de l’Abbaye.
L’abbaye dissoute en 1528 au cours de la Réforme protestante, l’église abbatiale fut démolie en 1534. La même année, les bâtiments du monastère furent transformés en bailliage cantonal (Landvogtei) qui exista jusqu’en 1798. Par la suite, le monastère servit comme établissement hospitalier (Pflegeanstalt).

## Bâtiments

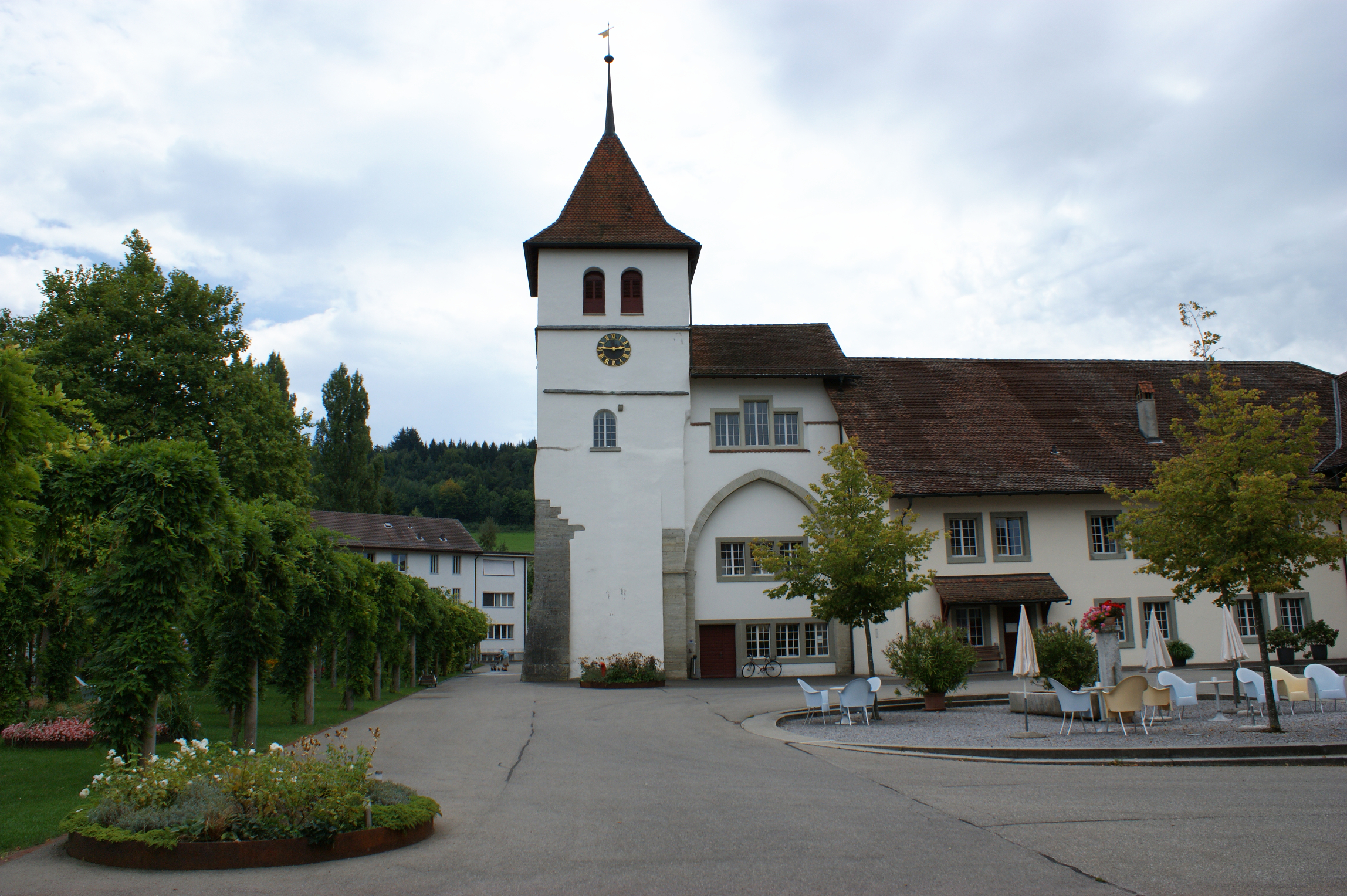
Les bâtiments du monastère

De l’église abbatiale, érigée selon le plan bernardin, subsistent quelques murs et des parties du collatéral et de la partie méridionale du transept, intégrés aujourd’hui dans les bâtiments de l’aile nord. Le cloître renouvelé vers 1656 a été restauré en 1975. L'ensemble du site est classé comme bien culturel d'importance régionale.